# Замок Донован
Замок Донован (англ. Castle Donovan, ірл. Caisleán Uí Dhonnabháin) — замок Ві Доннабайн, замок клану О'Донаван — один із замків Ірландії, розташований в графстві Корк, біля селища Дрімолегу. Замок баштового типу. Нині замок Донован є пам'яткою історії та архітектури Ірландії національного значення.

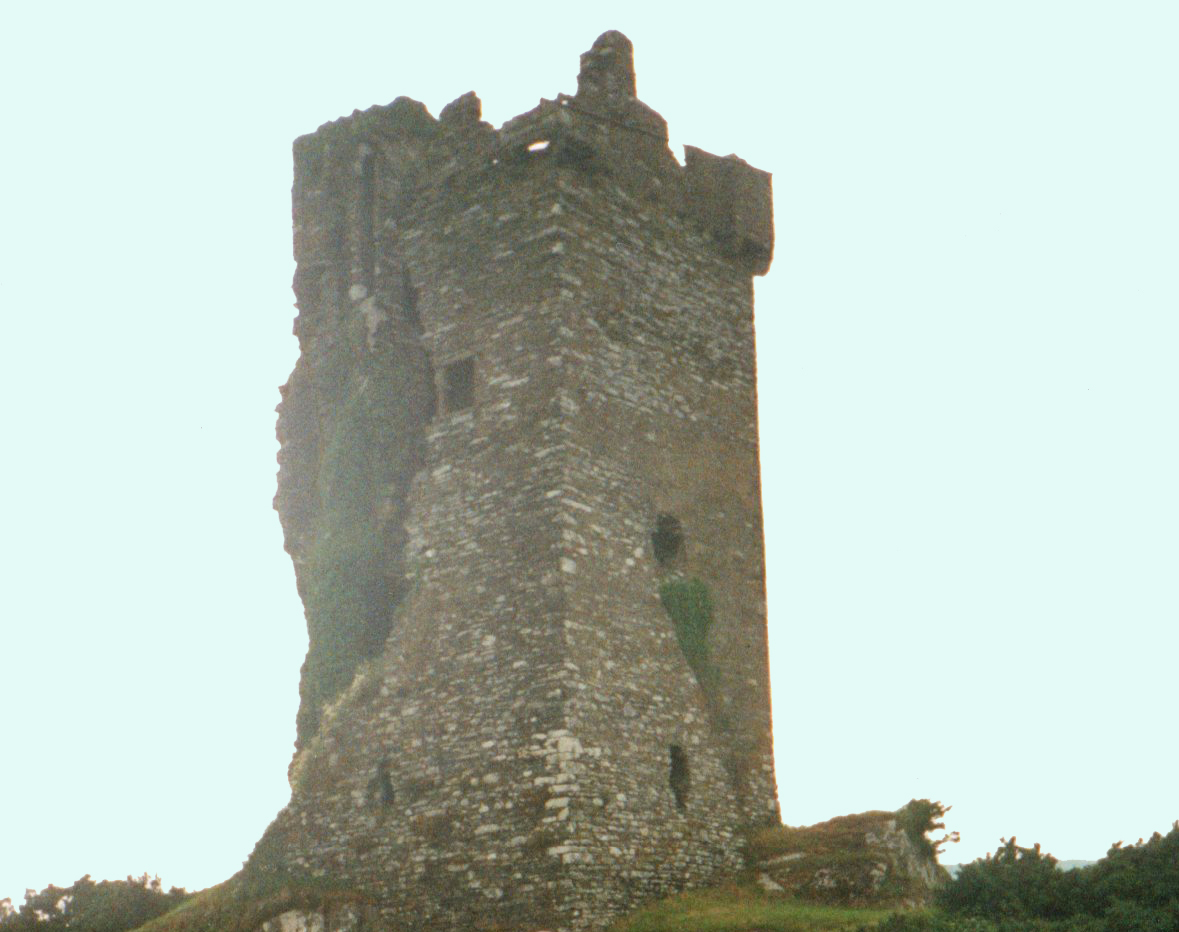
Замок Донован.

## Історія замку Донован
Замок Донован був побудований в XVI столітті ірландським кланом Кахайл, що був септою клану Донован (О'Донован). Люди з клану О'Донован жили в замку до XVII століття. Це була родина Совах (Сувах). Назву Донован замок отримав в часи правління короля Англії Якова І в 1615 році. Замок висотою більше 60 футів, замок стоїть на високій скелі, на березі річки Ілен. Вважається, що замок був побудований Доналом Гідесом (Доналом Шкірою) — лордом Кланкагілл приблизно в 1560 році. Там він жив до своєї смерті в 1584 році. Його син — Донал ІІ О'Донован розбудував і зміцнив замок, але не жив у ньому. Вважається, що володарі замку переселились на берег моря в нову садибу для захисту своїх морських інтересів.
Згідно історичних переказів замок був сильно пошкоджений військами Олівера Кромвеля під час придушення Ірландського повстання за незалежність 1641—1652 років. Володар замку Донал ІІІ О'Донаван підтримав повстання. Після обстрілу і штурму замку замок стояв в руїнах і лишався незаселеним.
У 1834 році Філіп Діксон Гарді опублікував свої нотатки 1828 року — «Подорож до долини О'Донован». У цих нотатках є малюнок замку та кілка оточуючих будинків. Публікація була в дублінському часописі «Пенні журнал». Там він зокрема написав: «…Важко уявити собі більш дику, спустошену, безлюдну місцину, аніж ця долина… У цьому місці немає ніяких дерев, лише пагорби без будь-яких слідів людини. У центрі долини стоїть високий замок, навколо болото, що оточене високими скелястими пагорбами Маллуг-Неша…»
Нині зберіглося не більше двох третин замку. Збереглися залишки гвинтових сходів на верхні поверхи замку. Видно сліди артилерійського обстрілу XVII століття.